# Dunbartonshire
Dunbartonshire är ett grevskap i Storbritannien.   Det ligger i kommunen West Dunbartonshire och riksdelen Skottland, i den nordvästra delen av landet, 600 km nordväst om huvudstaden London.